# Loch Shiel
Pour les articles homonymes, voir Shiel.
Le loch Shiel (Loch Seile en gaélique écossais) est un loch d'eau douce, long de 25 km et profond de 120 m, situé à une vingtaine de kilomètres à l'ouest de Fort William, dans le district de Lochaber, dans les Highlands écossais. Il est au pied du glen Finnan.

## Description
Le loch Shiel ne s'élève que modérément au-dessus du niveau de la mer. Bien que son eau soit aujourd'hui douce, il était autrefois un loch de mer, lorsque le niveau de la mer était plus haut en Écosse, il y a quelques milliers d'années.
La géographie du loch varie considérablement selon les endroits. Le loch Shiel est ainsi profond et encastré par les montagnes à son extrémité nord-est, alors que sa partie sud-ouest, peu profonde, est entourée de tourbières et de pâturages. C'est au niveau de cette dernière zone que naît la rivière Shiel, longue de 4 km, drainant le loch Shiel dans la mer. Son estuaire s'ouvre dans le loch Moidart, à proximité du château de Tioram.
Le loch Shiel ne doit pas être confondu avec le Glen Sheil, situé 40 km plus au nord dans le district de Skye and Lochalsh. Ce glen contient d'ailleurs lui aussi un loch Sheil, beaucoup plus petit, ainsi qu'une autre rivière Sheil, bien plus longue.
Les montagnes encadrant le loch, bien que pittoresques, sont rarement foulées par les alpinistes ; en effet, aucune d'entre elles ne mesure les 3 000 pieds (914 m) requis pour accéder au statut de munro. Cette zone est très boisée, contrastant ainsi avec les vastes régions des Highlands ayant souffert de déforestation suite à l'élevage intensif de moutons, et la majeure partie du rivage est une Zone spéciale de conservation. Aucune route ne longe les rives du loch et le loch Sheil est le seul loch de grande taille à ne pas voir son débit régulé mécaniquement.

## Histoire

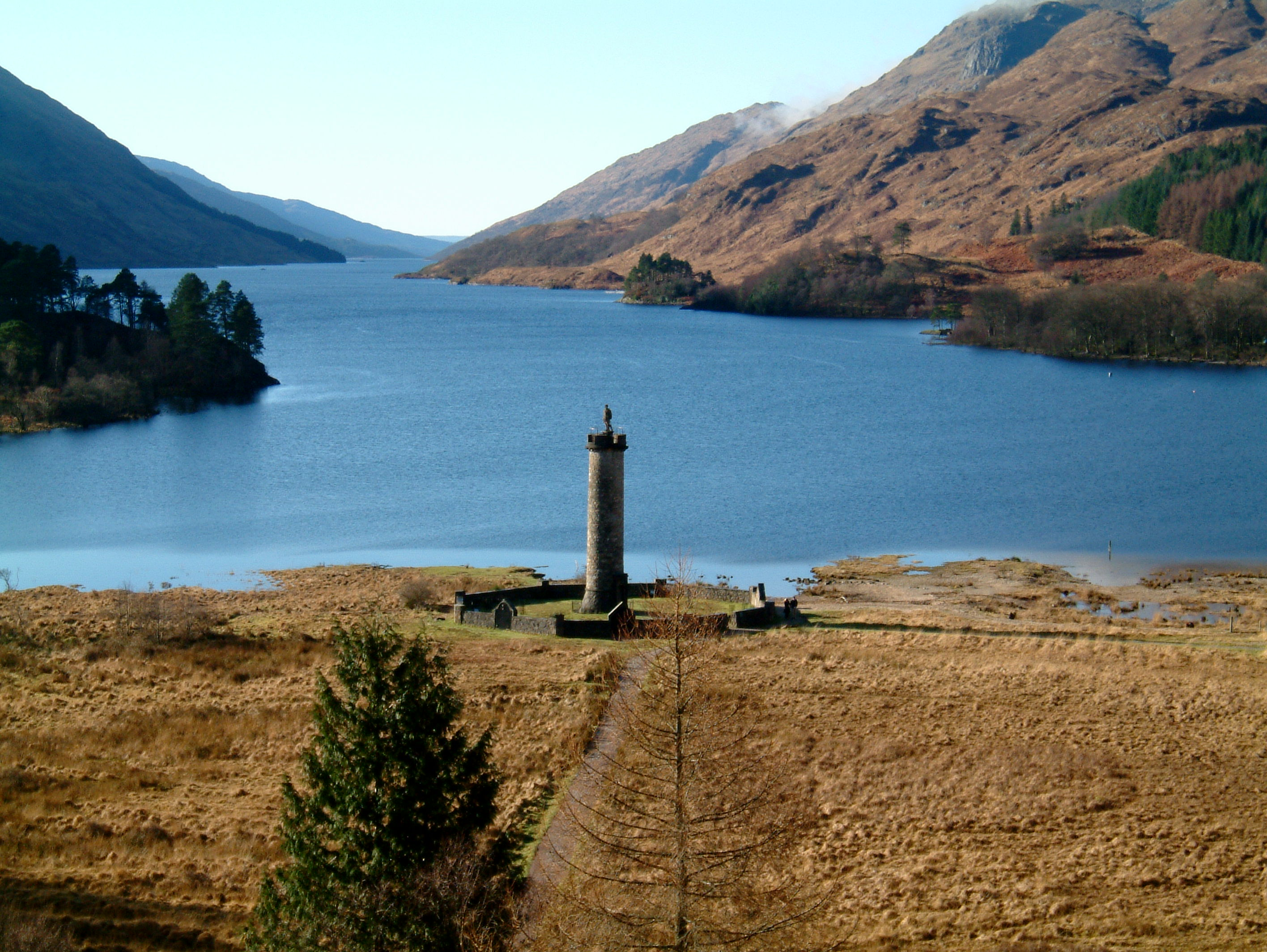
La baie de Glenfinnan et le monument jacobite.

Une chapelle en ruines, sur la plus grande île du loch, est pensée être la première demeure de saint Finan, un maître de saint Columba, sur le sol écossais.
Plus tard, en 1140, c'est à Acharacle, au sud du loch, que Somerled a vaincu les envahisseurs Vikings ; cette victoire lui a permis de fonder la dynastie des Seigneurs des Îles. Le loch Sheil a conservé une importance stratégique durant de nombreux siècles ; son étendue faisait en effet de lui une route de communication au travers des montagnes, et la rivière Sheil, aisément navigable, offrait un accès à la mer. Ainsi, en 1745, le prince Charles Édouard Stuart, ayant débarqué à Moidart, remonta depuis la mer en bateau afin de dresser son étendard à Glenfinnan, à l'extrémité nord du loch.

## Le loch dans la fiction
Le loch Shiel a servi au tournage des films de la saga Harry Potter ; le site a été utilisé pour figurer le lac de Poudlard. Il s'agit également du lieu de naissance du personnage de fiction Duncan MacLeod dans l'univers des films Highlander.
La légende veut en outre que le loch soit hanté par un each uisge, démon des eaux à l'apparence de cheval.

## Tourisme
De courtes croisières sur le loch se sont récemment développées.

## Référence
- (en) Cet article est partiellement ou en totalité issu de l’article de Wikipédia en anglais intitulé « Loch Shiel » (voir la liste des auteurs).